# Hedyotis barberi
Hedyotis barberi är en måreväxtart som först beskrevs av James Sykes Gamble, och fick sitt nu gällande namn av Ambrose Nathaniel Henry och Subr.. Hedyotis barberi ingår i släktet Hedyotis och familjen måreväxter. Inga underarter finns listade i Catalogue of Life.